# サン＝ガルミエ
サン＝ガルミエ （Saint-Galmier）は、フランス、オーヴェルニュ＝ローヌ＝アルプ地域圏、ロワール県のコミューン。

## 地理
サンテティエンヌから25km離れており、リヨンから55km離れている。

## 歴史
サン＝ガルミエはガロ＝ローマ時代に誕生した。このことは、ミネラルウォーターのバドワの水源からそれほど遠くない場所でローマ浴場の跡が発見されたため証明された。当時、町がVicus Auditiacusと呼ばれたと想定されている。現在の都市は、リヨネーの山地とフォレ地方の平野が出会う地点である丘の上にある。ここは標高およそ60mのコワーズ川谷を支配している。聖ガルミエに捧げられた教会は、2つの中世の建物、3か所の身廊と15世紀にさかのぼる側面の礼拝堂とに置き換えられた。教会は今や教会の鐘楼となっている、かつてのシャトーのダンジョンに寄りかかっている。鐘楼の基礎部分は、20世紀になって建てられた新しい鐘楼に使用されている。

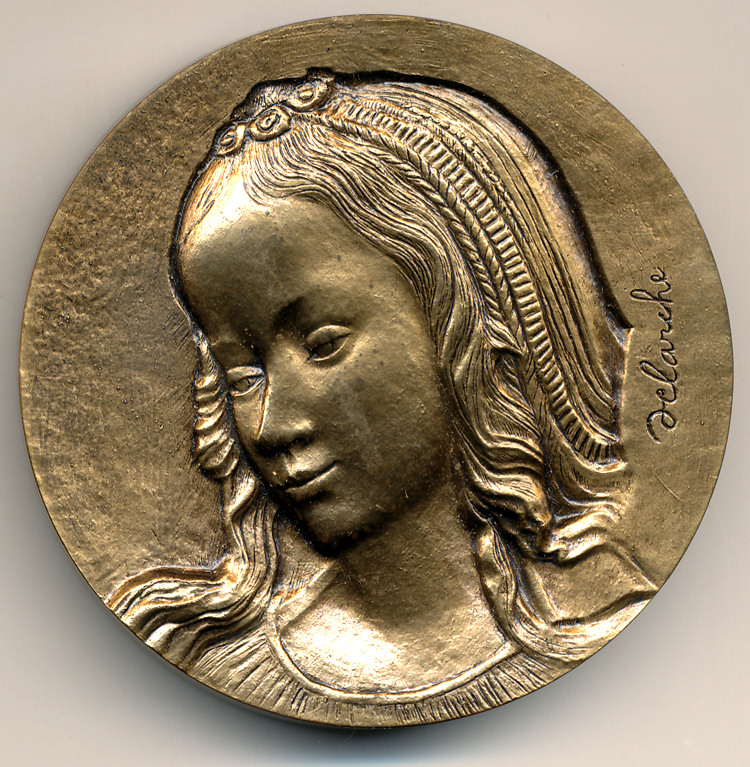
柱上の聖母を描いたメダル。教会所蔵
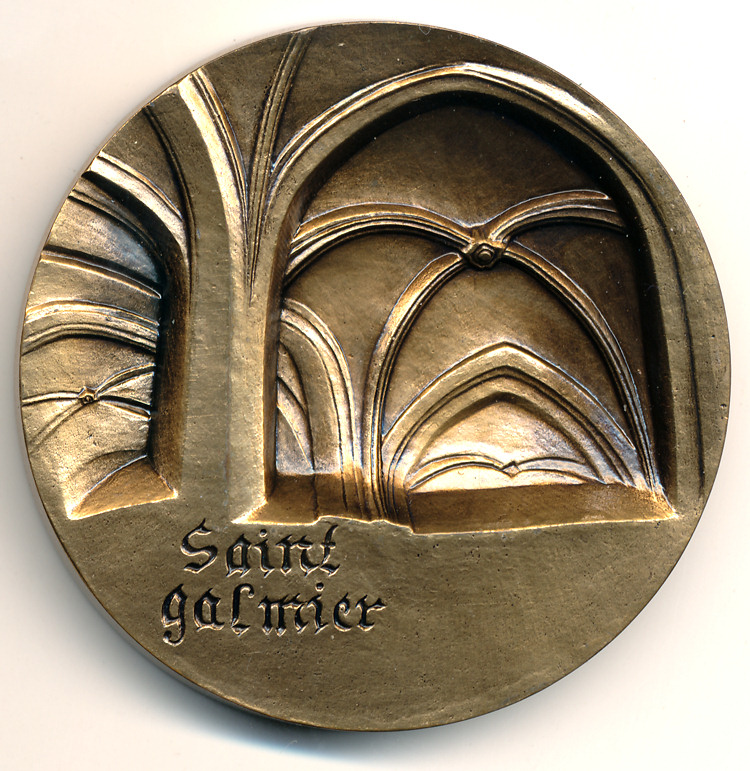
教会内部を描いたメダル

## 人口統計
| 1962年 | 1968年 | 1975年 | 1982年 | 1990年 | 1999年 | 2005年 | 2014年 |
| ------ | ------ | ------ | ------ | ------ | ------ | ------ | ------ |
| 2608   | 2910   | 3109   | 3680   | 4272   | 5293   | 5705   | 5669   |

参照元:1962年から1999年までは複数コミューンに住所登録をする者の重複分を除いたもの。それ以降は当該コミューンの人口統計によるもの。1999年までEHESS/Cassini、2006年以降INSEE。

## 史跡

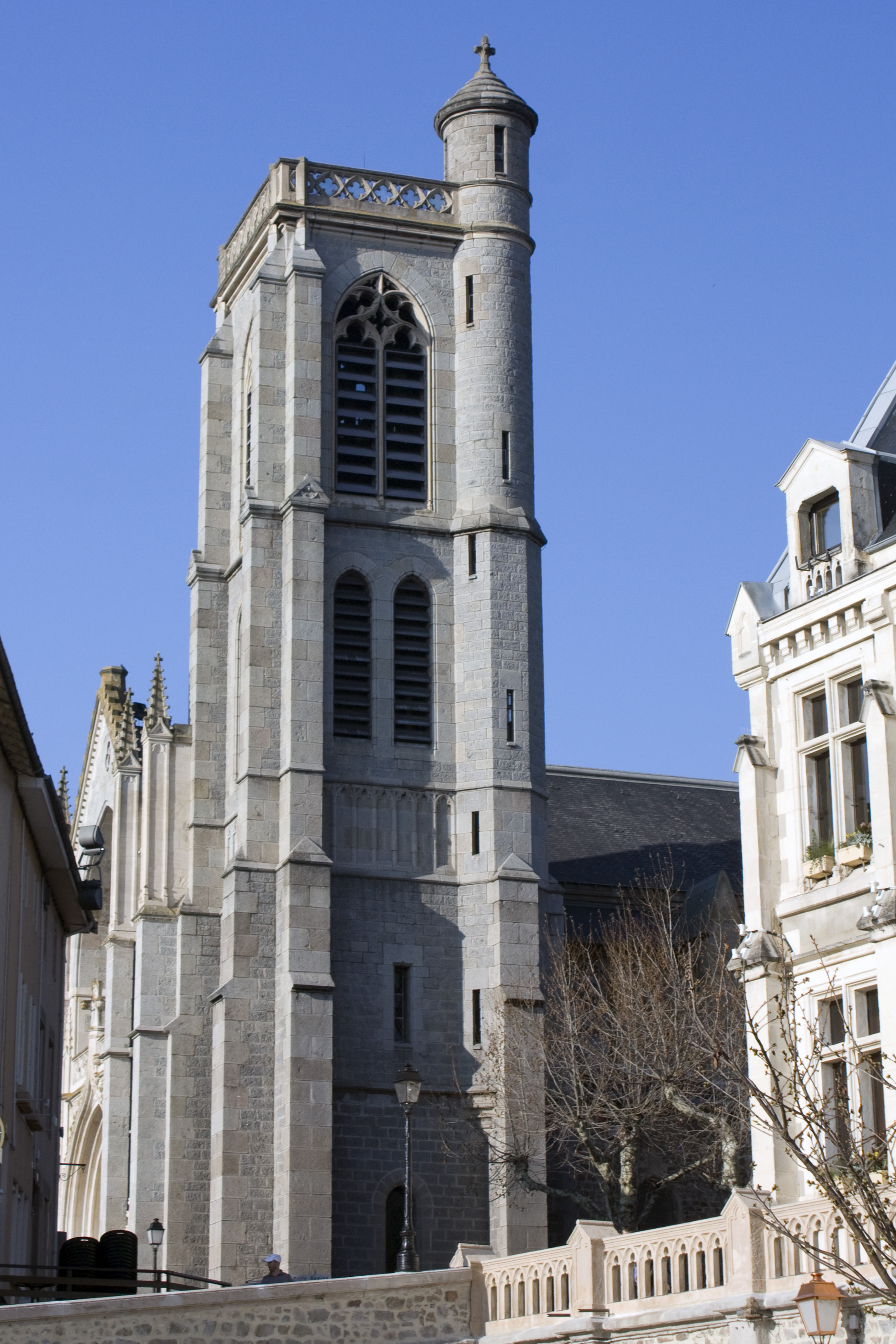
教会の鐘楼
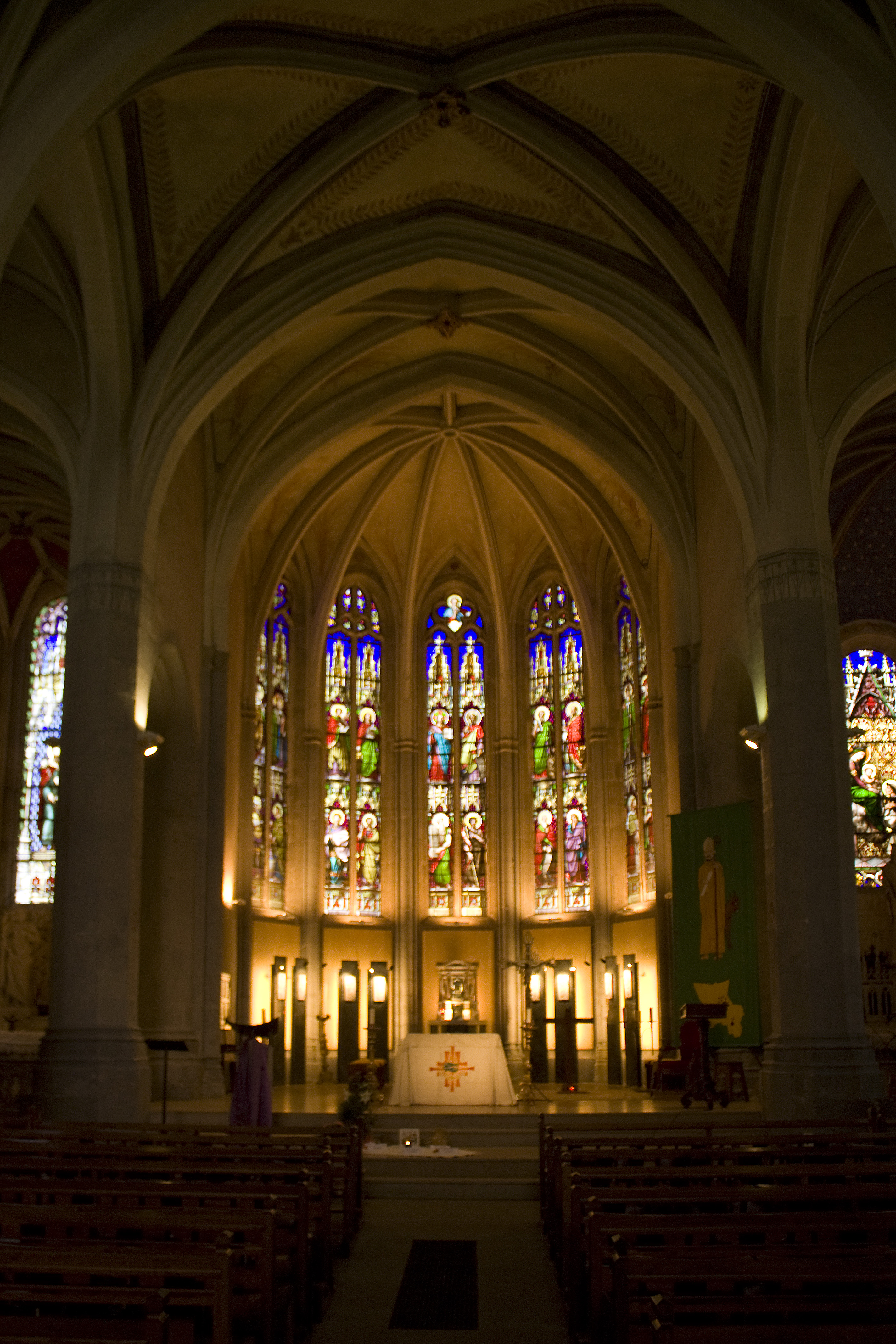
教会の身廊
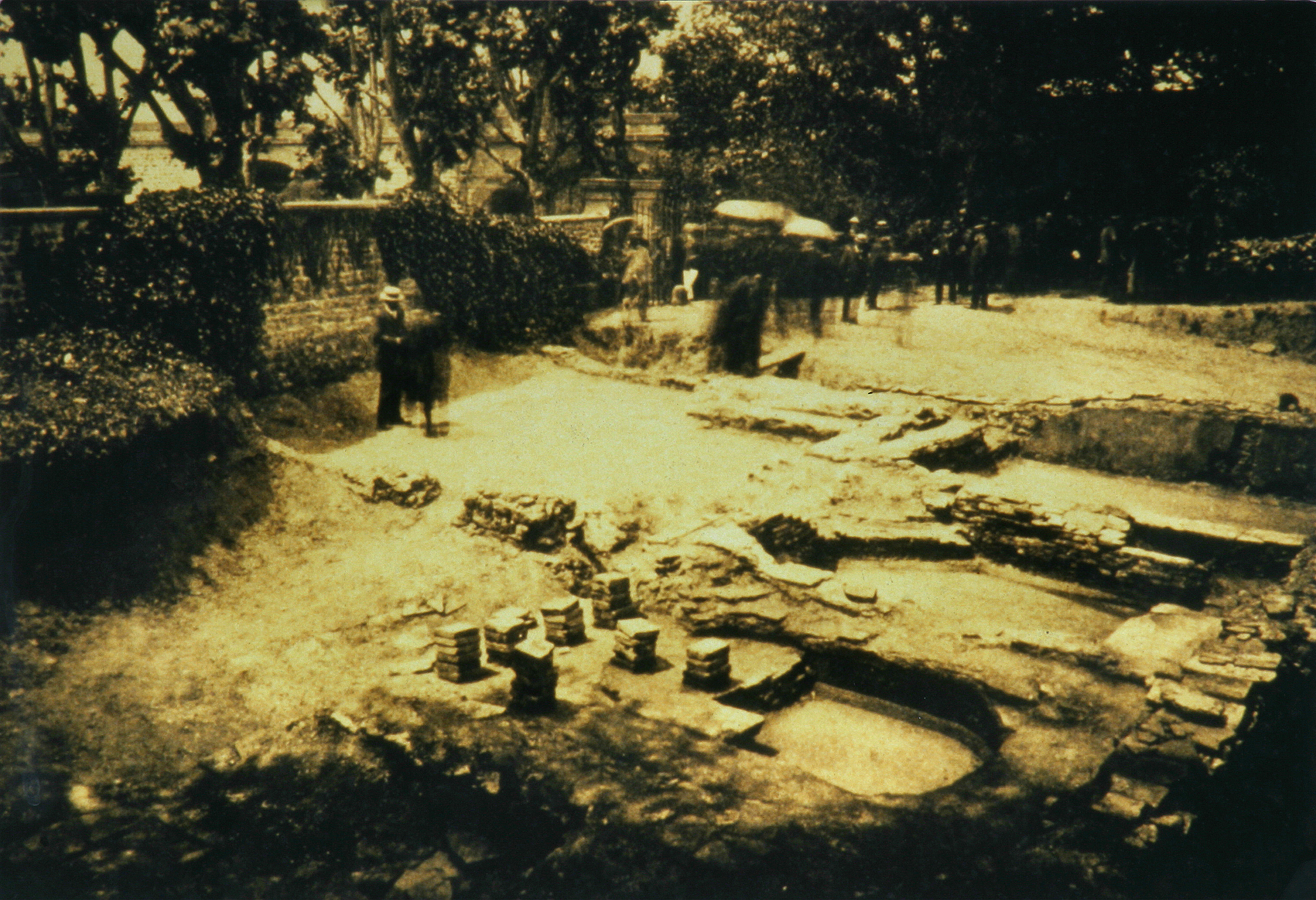
19世紀に発掘されたローマ浴場跡
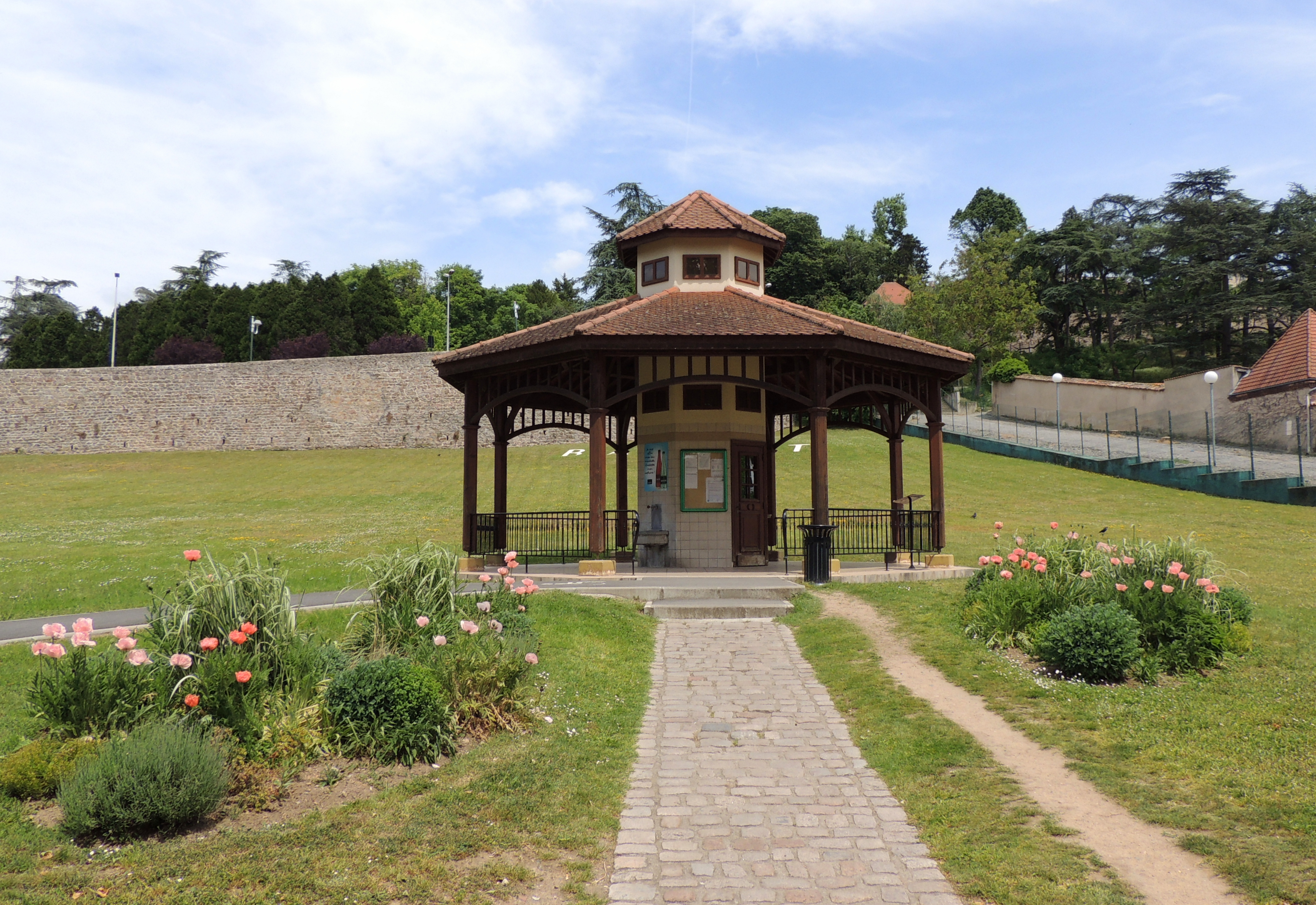
バドワ水源のキオスク